# Destripe
Se llama destripar (en el DLE desde 1884) a la descripción de una parte importante de la trama de un programa de televisión, película, libro, etc., antes de que la persona lo vea, en frases como «me has destripado la trama», o «me has destripado la película». En español, también es correcto emplear expresiones como «descubrir» o «destapar el final». El vocablo destripe o destripamiento, una alternativa al inglés spoiler, también tiene como sinónimos «revelación crucial», «echar a perder», «estropear», «arruinar», o «descomponer». Actualmente«espóiler» es una adaptación al anglicismo spoiler, y es completamente válida por la RAE.

## Otros usos
En los comentarios o críticas relativos a obras artísticas, principalmente las que pertenecen al género narrativo —cine, literatura, videojuegos, cómic, series televisivas, etc.—, significa revelar alguna parte del argumento o de la trama. Marcelo Pisarro escribió: «Spoiler es el nombre de la información no requerida que adelanta partes importantes de un relato de ficción, de aquellos elementos que el semiólogo Roland Barthes, en Introducción al análisis estructural del relato, su ensayo de 1966, llamaba “funciones cardinales”: los “nudos del relato” que inauguran o concluyen una incertidumbre».
En ocasiones es necesario mencionar elementos que constituyen un adelanto de lo que acontecerá en la historia, o detalles de esta. Estos párrafos donde se revela total o parcialmente el argumento, son llamados destripes. A veces, la gente lo toma como un insulto a algún gusto en particular.  
Dado el fuerte rechazo a los destripes por una parte del público, hay gente que argumenta a favor de esta práctica. Tras esta postura está la idea de que un producto cultural tiene un valor más allá de lo sorprendente de su trama. Por lo tanto, cuando una creación es artísticamente elaborada y de calidad, conocer los giros argumentales de la trama no debería suponer un impedimento para disfrutar con la obra.
En 2011, Nicholas Christenfeld y Jonathan Leavitt de la Universidad de California en San Diego realizaron un experimento psicológico con el objetivo de demostrar si los destripes disminuyen el disfrute de una ficción. Para la prueba cada voluntario recibió una pequeña historia con finales inesperados. Durante la prueba, a algunos voluntarios se les revelaron partes importantes de la trama sin que lo solicitaran. La conclusión del experimento fue que los sujetos que leyeron los spoilers disfrutaron más la obra que los sujetos a los que no se les adelantó el final.
Dado que el verbo to spoil puede ser traducido como «arruinar», un sustantivo/adjetivo alternativo para spoiler en castellano es «arruinador». Cada vez es más frecuente ver la adaptación al español espóiler, sobre todo en países de Hispanoamérica, aunque de usarla hay que respetar la tilde al ser palabra llana o grave terminada en consonante distinta de «n» o «s», si bien se sigue recomendando que se use destripe en su lugar. Su plural sería espóileres por ser palabra terminada en «r».
Spoiler también puede referirse a la etiqueta utilizada en el lenguaje BBcode [spoiler][/spoiler]